# Colostethus parkerae
Anomaloglossus parkerae là một loài ếch thuộc họ Dendrobatidae.
Loài này có ở Venezuela và có thể cả Guyana.
Môi trường sống tự nhiên của chúng là rừng ẩm vùng đất thấp nhiệt đới hoặc cận nhiệt đới, vùng núi ẩm nhiệt đới hoặc cận nhiệt đới, sông ngòi, và kênh, mương.
Chúng hiện đang bị đe dọa vì mất môi trường sống.